# NXT TakeOver: New York
NXT TakeOver: New York è stata la ventitiquattresima edizione della serie NXT TakeOver, prodotta dalla WWE per il roster di NXT, e trasmessa in diretta sul WWE Network. L'evento si è svolto il 5 aprile 2019 al Barclays Center di Brooklyn (New York).
La serie di NXT TakeOver, riservata ai lottatori di NXT (settore di sviluppo della WWE), è iniziata il 29 maggio 2014, con lo show tenutosi alla Full Sail University di Winter Park (Florida). I Dark Match sono contati dalla WWE come taping per la prossima puntata di NXT. Per la prima volta, inoltre, l'evento è andato in onda di venerdì sera, anziché il sabato sera.

## Storyline
A questo evento hanno preso parte anche Pete Dunne e Walter, in un match con in palio il WWE United Kingdom Championship di Dunne.
Nella quarta edizione del Dusty Rhodes Tag Team Classic, Aleister Black e Ricochet hanno sconfitto in finale i Forgotten Sons (Steve Cutler e Wesley Blake) per vincere il torneo. Ciò gli ha anche permesso di ottenere una chance titolata ai NXT Tag Team Championship contro i War Raiders a TakeOver.
Johnny Gargano ha deciso di collaborare ancora una volta con l'ex amico e rivale, l'NXT Champion Tommaso Ciampa, riformando #DIY, per provare a vincere il Dusty Rhodes Tag Team Classic. Dopo aver perso contro Black e Ricochet nella semifinale, Ciampa stava per attaccare Gargano, ma Gargano ribaltò l'attacco, effettuando un turn face. Nell'episodio del NXT del 20 marzo, Triple H ha rivelato che Gargano avrebbe dovuto affrontare Ciampa a TakeOver per il titolo NXT, ma quei piani si sono interrotti a causa di un infortunio al collo (legit) di Ciampa, costringendolo così a rendere vacante il titolo. Triple H ha poi dichiarato che Gargano sarebbe stato uno dei due contendenti al titolo; Adam Cole ha vinto un Fatal 5-Way contro Velveteen Dream, Matt Riddle, Aleister Black e Ricochet per ottenere la possibilità di sfidare Gargano per il titolo vacante. Triple H ha anche annunciato che, al fine di ottenere un vincitore definitivo, il match sarebbe stata un 2-out-of-3 Falls match.
Dopo aver vinto il torneo Worlds Collide durante il Royal Rumble Axxess per ottenere un match per un titolo a sua scelta, Velveteen Dream ha sconfitto Johnny Gargano per il NXT North American Championship. Nelle settimane successive, Dream ha avuto degli screzi con Matt Riddle, che ha fantasticato su come sarebbe stato il titolo attorno alla sua vita. È stato poi annunciato che Dream avrebbe difeso il titolo contro Riddle a TakeOver.
A NXT TakeOver: Phoenix, Shayna Baszler ha difeso con successo l'NXT Women's Championship contro Bianca Belair. Durante il match, Belair ha anche dovuto gestire le interferenze esterne delle alleate di Baszler, Jessamyn Duke e Marina Shafir. Ciò ha portato a un Tag team match con Belair in squadra con Io Shirai e Kairi Sane contro le tre donne e ha portato Shirai a schienare Baszler. Belair, tuttavia, non era contenta perché voleva essere lei a sconfiggere la campionessa per ottenere un altro match titolato. Durante un match per decretare la sfidante della Baszler a TakeOver, sia Shirai che Belair sono stati attaccati dalla campionessa, che ha successivamente attaccato anche Sane, che era giunta in soccorso. Mentre stava lasciando l'edificio, Baszler fu informata che, a causa delle sue azioni, avrebbe difeso il suo titolo contro Belair, Shirai e Sane in un Fatal 4-Way Match.

### Dusty Rhodes Tag Team Classic
I match sono stati registrati il 20 febbraio 2019 e il 13 marzo e sono andati in onda a partire dal 6 marzo 2019.
|  | Quarti di finale NXT (6 marzo 2019) | Quarti di finale NXT (6 marzo 2019)              | Quarti di finale NXT (6 marzo 2019) |                           |              | Semifinali NXT (13 marzo 2019) | Semifinali NXT (13 marzo 2019) | Semifinali NXT (13 marzo 2019) |  |  | Finale NXT (13 marzo 2019) | Finale NXT (13 marzo 2019) | Finale NXT (13 marzo 2019) |
|  |                                     |                                                  |                                     |                           |              |                                |                                |                                |  |  |                            |                            |                            |
|  |                                     | The Forgotten Sons (Steve Cutler e Wesley Blake) | Schienamento                        |                           |              |                                |                                |                                |  |  |                            |                            |                            |
|  |                                     | Danny Burch e Oney Lorcan                        |                                     |                           |              |                                |                                |                                |  |  |                            |                            |                            |
|  |                                     |                                                  | The Forgotten Sons                  | Schienamento              |              |                                |                                |                                |  |  |                            |                            |                            |
|  |                                     |                                                  |                                     | Schienamento              |              |                                |                                |                                |  |  |                            |                            |                            |
|  |                                     |                                                  | Moustache Mountain                  |                           |              |                                |                                |                                |  |  |                            |                            |                            |
|  |                                     | The Street Profits                               |                                     |                           |              |                                |                                |                                |  |  |                            |                            |                            |
|  |                                     |                                                  |                                     |                           |              |                                |                                |                                |  |  |                            |                            |                            |
|  |                                     | Moustache Mountain (Trent Seven e Tyler Bate)    | Schienamento                        |                           |              |                                |                                |                                |  |  |                            |                            |                            |
|  |                                     |                                                  |                                     |                           |              |                                |                                |                                |  |  |                            | The Forgotten Sons         |                            |
|  |                                     |                                                  |                                     | Aleister Black e Ricochet | Schienamento |                                |                                |                                |  |  |                            |                            |                            |
|  |                                     | #DIY                                             | Schienamento                        |                           |              |                                |                                |                                |  |  |                            |                            |                            |
|  |                                     | The Undisputed Era (Bobby Fish e Kyle O'Reilly)  |                                     |                           |              |                                |                                |                                |  |  |                            |                            |                            |
|  |                                     |                                                  | #DIY                                |                           |              |                                |                                |                                |  |  |                            |                            |                            |
|  |                                     |                                                  |                                     |                           |              |                                |                                |                                |  |  |                            |                            |                            |
|  |                                     |                                                  | Aleister Black e Ricochet           | Schienamento              |              |                                |                                |                                |  |  |                            |                            |                            |
|  |                                     | Fabian Aichner e Marcel Barthel                  | Aleister Black e Ricochet           | Schienamento              |              |                                |                                |                                |  |  |                            |                            |                            |
|  |                                     |                                                  |                                     |                           |              |                                |                                |                                |  |  |                            |                            |                            |
|  |                                     | Aleister Black e Ricochet                        | Schienamento                        |                           |              |                                |                                |                                |  |  |                            |                            |                            |

## Risultati
| # | Match                                                                                     | Stipulazioni                                           | Durata |
| - | ----------------------------------------------------------------------------------------- | ------------------------------------------------------ | ------ |
| N | The Street Profits hanno sconfitto Fabian Aichner e Marcel Barthel                        | Tag Team match                                         | 06:00  |
| N | Jaxson Ryker (con Steve Cutler e Wesley Blake) ha sconfitto Danny Burch (con Oney Lorcan) | Single match                                           | 03:05  |
| N | Candice LeRae ha sconfitto Aliyah (con Vanessa Borne)                                     | Single match                                           | 04:10  |
| 1 | War Raiders (c) hanno sconfitto Aleister Black e Ricochet                                 | Tag Team match per l'NXT Tag Team Championship         | 31:10  |
| 2 | Velveteen Dream (c) ha sconfitto Matt Riddle                                              | Single match per l'NXT North American Championship     | 17:35  |
| 3 | Walter ha sconfitto Pete Dunne (c)                                                        | Single match per il WWE United Kingdom Championship    | 25:40  |
| 4 | Shayna Baszler (c) ha sconfitto Bianca Belair, Io Shirai e Kairi Sane per sottomissione   | Fatal 4-Way match per l'NXT Women's Championship       | 15:45  |
| 5 | Johnny Gargano ha sconfitto Adam Cole per 2-1                                             | 2-out-of-3 Falls match per il vacante NXT Championship | 38:25  |

N Indica che il match farà parte di una futura puntata di NXT.